# Angelo Pallavicini
Angelo Pallavicini (ur. 29 lipca 1948 roku w Dietikon) – szwajcarski kierowca wyścigowy.

## Kariera
Pallavicini rozpoczął karierę w międzynarodowych wyścigach samochodowych w 1972 roku od startu w German Racing Championship, gdzie jednak nie zdobywał punktów. W późniejszych latach Szwajcar pojawiał się także w stawce European GT Championship, 24-godzinnego wyścigu Le Mans, World Challenge for Endurance Drivers, World Championship for Drivers and Makes, IMSA Camel GT Championship, FIA World Endurance Championship, IMSA Camel GTO, Porsche 944 Turbo Cup, World Sports-Prototype Championship oraz IMSA Camel Lights.